# Jezioro Czaple (Równina Gorzowska)
Jezioro Czaple (niem. Schmollnitz See) – jezioro powytopiskowe w Polsce, położone w województwie zachodniopomorskim, na Równinie Gorzowskiej, 2,5 km na północny wschód od wsi Smolnica. Składa się z dwóch śródleśnych jezior (Czaple Duże i Czaple Małe) połączonych przesmykiem. Długość linii brzegowej 2050 m. Na południowo-zachodnim brzegu jeziora Czaple Duże znajduje się niezagospodarowane kąpielisko, obok pozostałości wczesnośredniowiecznego grodziska. Zlewnia Kosa, zlewnia bilansowa Myśla.
Od 2 połowy IX w. do XI w. istniało na półwyspie jeziora grodzisko słowiańskie (być może plemienia Lubuszan), w literaturze powojennej nazywane Smoliniec Wielki (nazwa utworzona od niem. Schmollnitzer Große Mühle, młyna wzmiankowanego już w księdze ziemskiej margrabiego brandenburskiego Ludwika Starszego z 1337 r.). Wielkość podstawy grodu wynosi 60 × 80 m, podwyższenie wału w stosunku do jego wnętrza (majdanu) wynosi 2-2,5 m, zaś powierzchnia majdanu około 1150 m². Stanowiło ono element systemu grodów zabezpieczających lokalne szlaki handlowe (w tym okresie powstają również grody w Witnicy, Raduniu i Mętnie Małym). Nie można wykluczyć, że pomiędzy wałami grodziska istniało podgrodzie. Stanowisko to przypadkowo odkryli w 1963 r. biwakujący tu harcerze ze Szczecina. W 1975 r. Pracownia Archeologiczno-Konserwatorska PP PKZ Oddział w Szczecinie pod kierunkiem Eugeniusza Cnotliwego przeprowadziła badania weryfikacyjne, w wyniku których pozyskano 37 fragmentów naczyń glinianych, ręcznie lepionych, obtaczanych przy krawędzi wylewu i do załomu brzuśca; datowane na 2 połowę IX w..